# 今福龍太
今福 龍太（いまふく りゅうた、1955年9月30日 - ）は、日本の文化人類学者・批評家。東京外国語大学名誉教授。
南北アメリカを中心に人類学的調査を重ねる。従来の文化人類学の枠に捉われず、周辺領域にも範囲を広げて、独自の論を展開。主著に『クレオール主義』（1991年）、『群島ー世界論』（2008年）、『書物変身譚』（2014年）、『ハーフ・ブリード』（2017年）など。

## 来歴・人物
東京都生まれ。栄光学園高等学校、東京大学法学部卒業。1982年よりメキシコ・キューバ・ブラジルにて人類学的調査に従事。1987年テキサス大学オースティン校大学院博士課程単位取得（人類学・ラテンアメリカ研究）。エル・コレヒオ・デ・メヒコ、中部大学、慶應義塾大学SFC、カリフォルニア大学サンタクルーズ校等で研究勤務。1998年に札幌大学教授、2005年に東京外国語大学大学院教授。2020年から2024年まで、和光大学現代人間学部人間科学科特任教授。2024年11月より台湾の淡江大学招聘教授として教鞭をとる（〜2025年7月）。
2000年にはサンパウロ大学日本文化研究所客員教授を務め、2002年以降サンパウロ・カトリック大学客員教授として同大学コミュニケーション・記号学研究科大学院にて随時セミナーを持つ。2017年『ヘンリー・ソロー　野生の学舎』で読売文学賞（第68回、随筆・紀行部門）を受賞。2020年『宮沢賢治　デクノボーの叡知』で宮沢賢治賞（第30回）および角川財団学芸賞（第18回）を受賞。
山口昌男の影響のもと、いちはやく狭義の文化人類学から周辺諸領域へと越境し、従来の学問の枠に収まらない自在な筆およびフィールドワークで独自の世界を構築する学者である。

## 著書

### 単著
- 『荒野のロマネスク』（筑摩書房、1989／岩波現代文庫、2001）
- 『感覚の天使たちへ』（平凡社、1990）
- 『クレオール主義』（青土社、1991／ちくま学芸文庫（増補版）、2003）
- 『移り住む魂たち』（中央公論社、1993）
- 『遠い挿話』（青弓社、1994）
- 『野性のテクノロジー』（岩波書店、1995）
- 『スポーツの汀』（紀伊國屋書店、1997）
- 『移動溶液』（新書館、1998）
- 『フットボールの新世紀　美と快楽の身体』（廣済堂出版〈廣済堂ライブラリー〉、2001）
- 『ここではない場所　イマージュの回廊へ』（岩波書店、2001）
- 『ミニマ・グラシア　歴史と希求』（岩波書店、2008）
- 『ブラジルのホモ・ルーデンス　サッカー批評原論』（月曜社、2008）
- 『群島 - 世界論』（岩波書店、2008）
- 『身体としての書物』（東京外国語大学出版会、2009）
- 『レヴィ＝ストロース　夜と音楽』（みすず書房、2011）
- 『薄墨色の文法 物質言語の修辞学』（岩波書店、2011）
- 『書物変身譚』（新潮社、2014）
- 『変容の山』（fischotter press、2014）
- 『ジェロニモたちの方舟　群島-世界論〈叛アメリカ〉篇』（岩波書店、2015）
- 『わたしたちは難破者である』（河出書房新社、2015）
- 『わたしたちは砂粒に還る』（河出書房新社、2015）
- 『ヘンリー・ソロー　野生の学舎』（みすず書房、2016　讀売文学賞）
- 『ハーフ・ブリード』（河出書房新社、2017）
- 『クレオール主義　パルティータ I 』（水声社、2017）。著作集（全5巻）
- 『群島-世界論　パルティータ II 』（水声社、2017）
- 『隠すことの叡知　パルティータ III 』（水声社、2017）
- 『ボーダー・クロニクルズ　パルティータ IV 』（水声社、2017）
- 『ないものがある世界　パルティータ V 』（水声社、2018）
- 『ブラジル映画史講義』（現代企画室、2018）。金子遊 編
- 『宮沢賢治　デクノボーの叡知』（新潮選書、2019　宮澤賢治賞・角川財団学芸賞）
- 『ボルヘス『伝奇集』 迷宮の夢見る虎』（慶應義塾大学出版会「世界を読み解く一冊の本」、2019）
- 『サッカー批評原論　ブラジルのホモ・ルーデンス』（コトニ社、2020）
- 『リングア・フランカへの旅　〈自由な舌〉を求めて』（Gato Azul、2020）
- 『原写真論』（赤々舎、2021）
- 『ぼくの昆虫学の先生たちへ』（筑摩選書、2021）
- 『言葉以前の哲学　戸井田道三論』（新泉社、2023）
- 『霧のコミューン』（みすず書房、2024）
- 『仮面考』（亜紀書房、2025）

### 共著
- 『知のケーススタディ』 多木浩二 新書館 1996
- 『時の島々』 東松照明 岩波書店 1998
- 『アーキペラゴ　群島としての世界へ』吉増剛造 岩波書店 2006
- 『Longe do Brasil 1935-2000　ブラジルから遠く離れて1935-2000』サウダージ・ブックス共編著、港の人 2009
- 『近代スポーツのミッションは終わったか　身体・メディア・世界』稲垣正浩・西谷修 平凡社 2009
- 『韵 hibiki』-即興掛け合い詩片-　川満信一  Gato Azul 2017
- 『小さな夜をこえて　対話集成』 水声社 2019

### 編著
- 『戸井田道三の本』全4巻（筑摩書房 1993-94）
- 『世界文学のフロンティア』全6巻（共編、岩波書店 1996-97）
- 『21世紀・文学の創造』全9巻・別巻1（共編、岩波書店 2002-03）
- 『山口昌男著作集』全5巻（筑摩書房 2002-2003）
- 『アルフレッド・アルテアーガ＋高良勉　詩選』叢書 群島詩人の十字路（編訳、サウダージ・ブックス 2009）
- 『マイケル・ハートネット＋川満信一　詩選』 叢書 群島詩人の十字路（編訳、サウダージ・ブックス 2010）
- 『むかしの山旅』（河出文庫 2012）
- 『津波の後の第一講』（鵜飼哲共編、岩波書店 2012）
- 『山口昌男コレクション』（ちくま学芸文庫 2013）
- 『映像の歴史哲学』（多木浩二著、みすず書房 2013）
- 『新編　太陽の鉛筆』（東松照明／伊藤俊治共編、赤々舎 2015）

### 翻訳
- ジェイムズ・L.ピーコック『人類学と人類学者』 岩波書店 1988／改題『人類学とは何か』（岩波同時代ライブラリー, 1993）
- セバスティアン・サルガード写真集『人間の大地　労働』岩波書店 1994
- クロード・レヴィ＝ストロース『サンパウロへのサウダージ』みすず書房 2008